# NGC 4015
NGC 4015 este o galaxie situată în constelația Părul Berenicei. A fost descoperită în 26 aprilie 1878 de către .